# 라이덴 III
《라이덴 3》(Raiden III)는 MOSS에서 만든 라이덴시리즈 중 하나이다. 2004년에 상품화되었으며 PS2판, PC판 2가지가 나와있다. 다른 라이덴 시리즈와 달리 스테이지가 7개뿐이며 라이덴의 특징인 '약한보스와 강한 졸개들'이라는 특징이 없어져 팬들에게 버림받은 작품이기도 하다. 메인 무기는 발칸(기본3방향6발),레이저(끊어지지 않고 한 갈래로 변형),프로톤 레이저(유도능력상실, 적을 통과함)이 있으며, 서브웨폰은 공격력이 가장 센 뉴클리어미사일,유도방식의 호밍미사일, 그 중간형태인 레이다 미사일이 있다.